# Megascops petersoni
Megascops petersoni là một loài chim trong họ Strigidae.